# North American X-10
North American X-10 (також позначається як RTV-A-5) — експериментальний безпілотний літальний апарат. Був розроблений американською компанією North American Aviation. Перший політ відбувся 13 жовтня 1953 року. У період з 1953 по 1955 роки 10 X-10 загалом виконали 15 випробувальних польотів. X-10 використовувався з метою отримання аеродинамічних даних при польотах на надзвуковій швидкості, які планувалося використовувати для розробки тактичних ракет.
У різних інцидентах було втрачено 9 з 10 зразків. Єдиний зразок з серійним номером 51-9307 наразі зберігається у Національному музеї Військово-повітряних сил США у місті Дейтон, штат Огайо.

## ЛТХ
- Модифікація: X-10
- Розмах крила, м 8.58
- Довжина, м 21.64
- Висота, м 4.42
- Маса, кг
  - Порожнього літака 10260
  - Максимальна злітна 18430
- Тип двигуна, 2 ТРД Westinghouse XJ40
- Тяга, кгс 2 х 4536
- Максимальна швидкість, км / год 2092
- Практична дальність, км 645
- Практична стеля, м 13716